# Марія-де-Уерва
Марія-де-Уерва (ісп. María de Huerva) — муніципалітет в Іспанії, у складі автономної спільноти Арагон, у провінції Сарагоса. Населення — 4729 осіб (2010).
Муніципалітет розташований на відстані близько 260 км на північний схід від Мадрида, 14 км на південний захід від Сарагоси.
На території муніципалітету розташовані такі населені пункти: (дані про населення за 2010 рік)
- Марія-де-Уерва: 4712 осіб
- Боске-Альто: 0 осіб
- Кампо-дель-Ніньйо: 3 особи
- Монте-Пінар: 4 особи
- Пасо-де-Лос-Каррос: 10 осіб
- Валь-де-Пінар: 0 осіб

## Демографія
Динаміка населення (INE ):